# Wedemark
Wedemark är en kommun i Region Hannover i förbundslandet Niedersachsen i Tyskland.
Kommunen bildades 1 mars 1974 genom en sammanslagning av 16 tidigare kommuner.